# Budapest Semesters in Mathematics
A Budapest Semesters in Mathematics alapképzésben (undergraduate) részt vevő amerikai diákok részére létrehozott matematika képzés Magyarországon.

## Története
A program 1985-ben jött létre, megalkotói Babai László, Ronald Graham, Lovász László és T. Sós Vera voltak. Erősen támogatta a program létrehozásának gondolatát Erdős Pál is, cserébe a program mottója hosszú ideig ez volt: „Töltsön egy szemesztert Erdős Pál hazájában!”.

## Képzési programja
A résztvevők általában egy félévet töltenek Budapesten, 4–5 bevezető, angol nyelven előadott matematika kurzust hallgatva. A felkínált kurzusok száma kb. 25. A magyar specialitásoknak megfelelően számos különböző szintű kombinatorikai és számelméleti kurzus van. Ilyen kurzus például a Laczkovich Miklós által kidolgozott, a matematika jellegzetes bizonyítási módszereibe bevezető „Conjecture and Proof”. További tantárgyak például algebrával, valós és komplex analízissel, kombinatorikával kapcsolatos témaköröket fednek le.
A szaktárgyak mellett 2–3 egyéb kurzus (magyar nyelv és kultúra, európai történelem, európai filozófia) hallgatására is van lehetőség. Az oktatók óraadók, többnyire az ELTE Matematikai Intézetének és az MTA Rényi Intézetének munkatársai, valamennyiüknek van korábbi amerikai oktatási tapasztalata. A tandíj jelenleg (2007–2008) félévenként 6125 dollár maximum öt tantárgy felvételekor, ami további tárgyfelvételek esetén tárgyanként 350 dollárral nő. A képzés részben az Aquincum Institute of Technology magánegyetem diákjaival együtt zajlik.
A program sikerét jelzi, hogy számos amerikai egyetem felvette azon intézmények listájára, amelyekben szerzett krediteket elfogadja.
A program a College International, keretében zajló magánvállalkozás. Helye Budapesten, a Bethlen tér 2.-ben van. Az amerikai programigazgató korábban W. Tom Trotter és Paul Humke voltak, jelenleg Kristina Garrett. A magyar programigazgató hosszú ideig Petruska György volt, 2001 óta Miklós Dezső. A program résztvevői közt volt: Kiran Sridhara Kedlaya.